# Вольф фон Трота
Карл Вольф Гебгард Бернгард фон Трота (нім. Karl Wolf Gebhard Bernhard von Trotha; 1 жовтня 1884, Потсдам — 31 січня 1946, Тельтов) — німецький військово-морський діяч, віцеадмірал крігсмаріне (30 вересня 1936).

## Біографія
1 квітня 1902 року вступив на флот кадетом. Навчання пройшов у військово-морському училищі і на навчальному кораблі «Штайн». Служив на лінійних кораблях, а з 1906 року — на міноносцях. Учасник Першої світової війни, командир міноносця.
Після демобілізації армії залишений на флоті. З 3 листопада 1920 року — капітан над портом у Вільгельмсгафені, з 10 лютого 1921 року — 1-й ад'ютант штабу військово-морської станції «Нордзе». 1 жовтня 1923 року призначений командиром 2-ї флотилії, 1 листопада 1924 року — 2-ї флотилії міноносців. З 12 травня 1926 року — навігаційний офіцер на лінійному кораблі «Ельзас». З 21 вересня 1926 року — начальник училища торпедної справи і зв'язку. З 3 жовтня 1928 року — командир крейсера «Німфа», з 17 квітня 1929 року — «Кенігсберг». 3 вересня 1929 року через хворобу відставлений з посади і переведений в розпорядження начальника військово-морської станції «Остзе». З 27 лютого 1930 року — комендант Кіля і військово-морський комісар каналу імператора Вільгельма. 29 вересня 1930 року очолив Відділ особового складу Морського керівництва, а 30 вересня 1932 року призначений начальником військово-морського училища в Мюрвіку, одночасно в липні 1934 року недовго виконував обов'язки інспектора бойової підготовки.
15 лютого 1939 року переведений в резерв, а 5 вересня 1939 року зайняв пост 2-го адмірала на Балтиці. 4 грудня 1939 року зарахований в резерв ОКМ, а 21 січня 1941 року призначений головним директором військово-морських верфей в Сен-Назері. 19 жовтня 1942 року залишив через хворобу пост і 30 листопада вийшов у відставку. В кінці війни опинився в американській зоні окупації. У ніч на 4 грудня 1945 року в результаті секретної операції радянської розвідки схоплений і вивезений в радянську зону окупації. Помер у в'язниці.

## Нагороди
- Князівський орден дому Гогенцоллернів, почесний хрест 3-го класу з мечами
  - орден (22 листопада 1913)
  - мечі
- Залізний хрест 2-го і 1-го класу
- Орден Святого Йоанна (Бранденбург), почесний лицар (25 лютого 1918)
- Хрест «За вислугу років» (Пруссія) (25 років)
- Почесний хрест ветерана війни з мечами
- Медаль «За вислугу років у Вермахті» 4-го, 3-го, 2-го і 1-го класу (25 років)